# Aubin, Pyrénées-Atlantiques
Aubin là một xã thuộc tỉnh Pyrénées-Atlantiques trong vùng Nouvelle-Aquitaine tây nam nước Pháp. Dân số năm 2006 là 216 người. Xã có tòa giáo đường xây khoảng năm 1100.